# 林良寻
林良尋（英語：Shin Lim，音译：申林，1991年9月25日—）是一位新加坡华裔加拿大與美国籍魔术师，擅长利用扑克牌和灵敏手法，以精心制作的近景魔术而闻名。他表演魔术时常保持沉默，而以音乐配合魔术为特色。林良尋自学成才，通过观看YouTube了解了大部分的技巧，并在YouTube上分享成果。
林良尋初期学习的目标是想成为一位钢琴家，但在诊断后确定患有腕管综合症，改以魔术作为职业生涯。 林良尋于2012年开始国际巡回演出而知名，之后赢得了2015年国际魔术组织联盟近景扑克牌魔术奖。他曾参与《潘恩与泰勒：魔术大比拼》（英语：Penn & Teller: Fool Us），并在美国达人第13季和美国达人冠军战中赢得冠军宝座而闻名世界。

## 早期生活
林申的父母都是新加坡人，育有三个孩子，而林申排名老二。他的父亲之前在温哥华完成研究生课程，他因此在温哥华出生。林申两岁时随同父母回到新加坡，直到他11岁时，父母带着他搬迁至美国马萨诸塞州的阿克顿，让他就读阿克顿-巴克斯柏路地区高中。早在9岁时，林申就对音乐感到兴趣。他的祖母最初给了他一把小提琴，但他对此感到气馁，在练习后将其砸碎而转用钢琴。高中毕业后，他就读于田纳西州李大学音乐学院，继续学习音乐。

## 个人生活
林申住在美国马萨诸塞州波士顿附近，拥有加拿大和美国公民身份，他的未婚妻是澳大利亚舞蹈演员凯西·托马斯（Casey Thomas）。

## 奖项
| 年份 | 题目                                                                     | 角色                      | 注释 |
| ---- | ------------------------------------------------------------------------ | ------------------------- | ---- |
| 2010 | 世界青少年近景魔术                                                       | 排名第一                  |      |
| 2011 | 世界魔术师大会（I.B.M.）成年扑克牌魔术                                   | 排名第一                  |      |
| 2011 | 北美成年扑克牌魔术（美国魔术师学会（S.A.M.）联合世界魔术师大会（I.B.M.） | 冠军                      |      |
| 2012 | 国际魔术组织联盟 （FISM）- 北美扑克牌魔术（奥林匹克魔术大会）            | 决赛（前6名，代表北美区） |      |
| 2014 | 美国魔术师学会（S.A.M.）联合世界魔术师大会（I.B.M.）北美区               | 大众选择                  |      |
| 2015 | 世界魔术师大会(I.B.M.)北美区                                             | 排名第一、大众选择        |      |
| 2015 | 国际魔术组织联盟（FISM）                                                 | 近景扑克牌魔术世界冠军    |      |
| 2018 | 梅林奖（Merlin Award）                                                   | 最佳近景魔术师            |      |
| 2018 | 美国达人 (第十三季)                                                      | 冠军                      |      |
| 2019 | 美国达人冠军战                                                           | 冠军                      |      |

### 电视
| 年份 | 题目                               | 角色 | 注释   |
| ---- | ---------------------------------- | ---- | ------ |
| 2015 | 潘恩与泰勒：魔术大比拼             | 本身 | 戏弄者 |
| 2017 | 潘恩与泰勒：魔术大比拼             | 本身 | 戏弄者 |
| 2017 | 埃利希兄弟在场：世界最佳魔术师比拼 | 本身 | 冠军   |
| 2018 | 美国达人 (第十三季)                | 本身 | 冠军   |
| 2019 | 美国达人冠军战                     | 本身 | 冠军   |